# Taubenturm Manoir du Chatenet

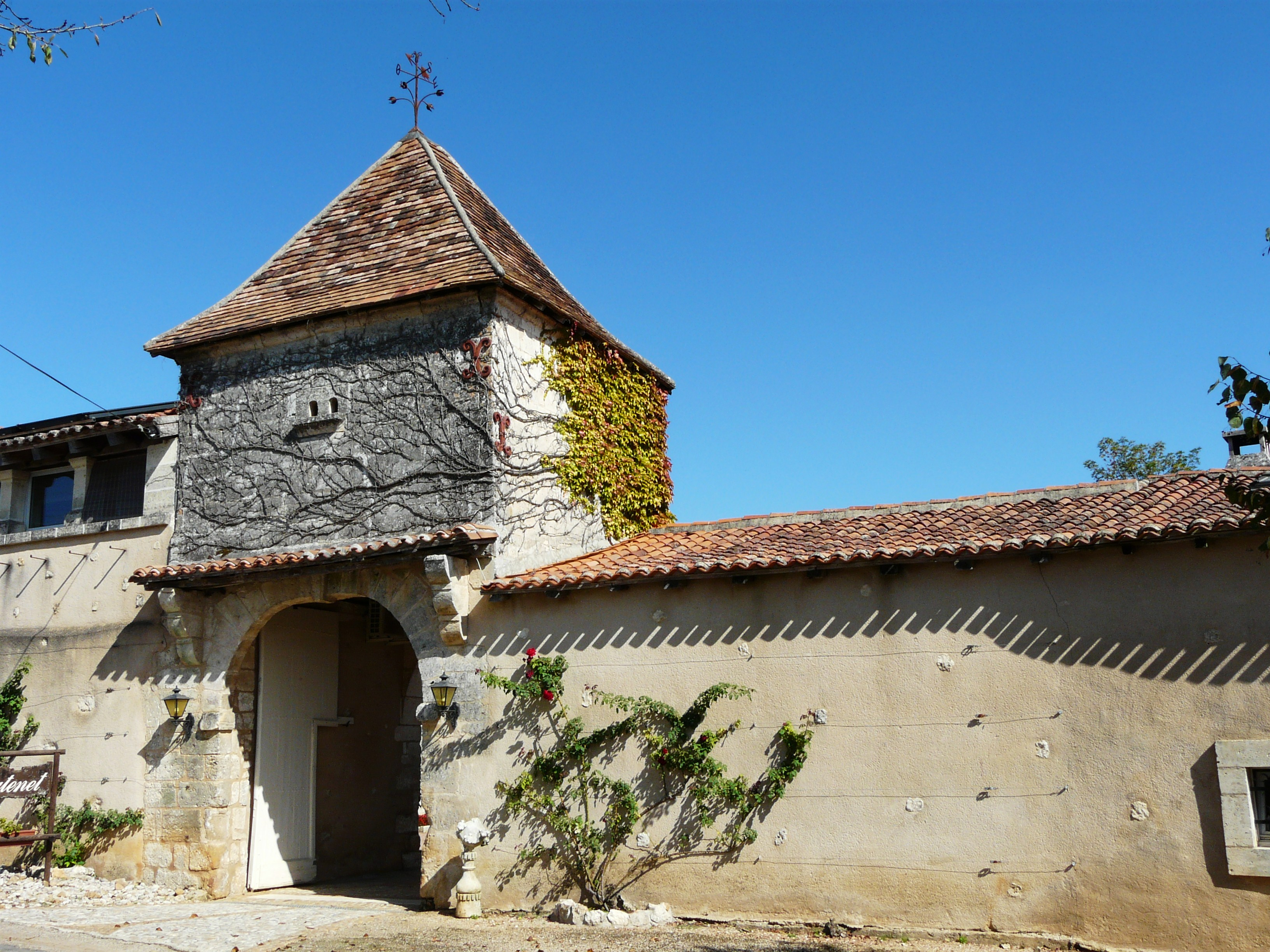
Taubenturm in Brantôme

Der Taubenturm (französisch colombier oder pigeonnier) des Manoir du Chatenet in Brantôme, seit dem 1. Januar 2016 ein Teilort der französischen Gemeinde Brantôme en Périgord im Département Dordogne in der Region Nouvelle-Aquitaine, wurde im 17./18. Jahrhundert errichtet.
Der rechteckige Taubenturm des Manoir dient zugleich als Torturm des Bauensembles. Das Pyramidendach wird von einer Kreuzblume bekrönt.